# 아시안 하이웨이 86호선
아시안 하이웨이 86호선(AH86)은 터키의 아스칼레에서 트라브존까지 이어주는 아시안 하이웨이의 노선망이자 고속도로이다. 총 연장은 247 km(약 154 마일)이지만 이 도로가 동시에 연결되는 인접 도로는 유럽 고속도로 97호선인 것으로 드러나고 있는 상태이다.

## 주요 경유지
이 도로는 아시안 하이웨이 87호선과 마찬가지로 100% 전 구간이 터키를 경유한다.
- D.915 : 아스칼레(영어판) - 바이부르트
- D.050 : 바이부르트 - 귀뮈샤네
- D.885 : 귀뮈샤네 - 트라브존